# Негрешти (Бара)
Негрешти (рум. Negrești) насеље је у Румунији у округу Њамц у општини Бара. Oпштина се налази на надморској висини од 265 m.

## Становништво
Према подацима из 2002. године у насељу је живело 223 становника, од којих су сви румунске националности.